# Llista d'episodis de La memòria dels Cargols
La memòria dels Cargols és una sèrie de televisió de Dagoll Dagom, idea original d'Anna Rosa Cisquella, guió de Joan Lluíz Bozzo, Lluís Arcarazo i Eduard Cortés, dirigida per Joan Lluís Bozzo i Eduard Cortés, i produïda per Dagoll Dagom. Està formada per 26 episodis de 50 minuts de duració cadascun.
Fou estrenada el 18 de gener de 1999 fins al 12 de juliol del mateix any per TV3, reemetent-se posteriorment en diverses ocasions. La sèrie narra l'evolució d'una família catalana, els Cargol, des del segle xiii fins a l'actualitat, passant pels diferents esdeveniments de la història de Catalunya, com la Guerra dels Remences, la Guerra dels Segadors o la Guerra de Successió, etc.

## Llista d'episodis
| # | Títol                              | Direcció                         | Guió                                                                             | Data d'estrena original |
| --- | ---------------------------------- | -------------------------------- | -------------------------------------------------------------------------------- | ----------------------- |
| 1 | «Cargols i Esclatasangs»           | Joan Lluís Bozzo i Eduard Cortés | Joan Lluís Bozzo, Lluís Arcarazo i Eduard Cortés                                 | 18 de gener de 1999     |
| La família Cargol, fugint dels sarraïns, s'instal·la a les terres del baró. A causa de la seva extrema pobresa decideixen casar la seva filla Eva amb el veí viudo, el Pere Pau, i tenir així una boca menys per alimentar. Al mateix temps, entre el Bernat Cargol i la filla d'en Pere Pau, l'Estranya, neix una forta atracció. Però les coses no surten com estava previst i entre els dos veïns neix una antipatia que perdurarà al llarg dels segles. |                                    |                                  |                                                                                  |                         |
| 2 | «La pesta negra»                   | Joan Lluís Bozzo i Eduard Cortés | Joan Lluís Bozzo, Lluís Arcarazo i Eduard Cortés                                 | 25 de gener de 1999     |
| Després de quinze anys de sequera i de misèria, arriba la temible glànola o pesta negra a les valls de Santa Gueraula. La família Cargol, a canvi d'unes quantes monedes, dona allotjament a la seva cabana a un jueu fugitiu. Els veïns, comandats pel rector, l'acusen de ser el portador de la pesta. Els Cargol l'intenten defensar. |                                    |                                  |                                                                                  |                         |
| 3 | «El miracle de la beateta Cargols» | Joan Lluís Bozzo i Eduard Cortés | Joan Lluís Bozzo, Lluís Arcarazo i Eduard Cortés                                 | 1 de febrer de 1999     |
| Arriben a les valls de Santa Gueraula un pintor i el seu aprenent, contractats per pintar un retaule per a l'església del poble. Entre l'aprenent i l'Eva Cargol neix un amor irresistible, i és per això que el pintor la pren com a model per a la Mare de Déu. El rector i la gent del poble ho interpreten com un miracle del cel. |                                    |                                  |                                                                                  |                         |
| 4 | «La guerra dels remences»          | Joan Lluís Bozzo i Eduard Cortés | Joan Lluís Bozzo, Lluís Arcarazo i Eduard Cortés                                 | 8 de febrer de 1999     |
| Els pagesos s'alcen en armes per posar fi als abusos -o mals usos- dels senyors. A la casa dels Cargol, hi arriba una partida de revoltats que demanen per amagar-se. Al mateix temps, l'hereuet Cargol i l'Eva, que serveixen de criats al baró, són acusats de robatori i jutjats davant de tothom. Els remences els ajuden. |                                    |                                  |                                                                                  |                         |
| 5 | «El retorn d'en Matallops»         | Joan Lluís Bozzo i Eduard Cortés | Joan Lluís Bozzo, Lluís Arcarazo Eduard Cortés i Francesc Orteu                  | 15 de febrer de 1999    |
| En Bernat Cargol ha fugit de casa i s'ha convertit en el mític bandoler "Matallops". Una nit arriba al mas en companyia del seu inseparable Perico i de la seva companya, la Rodanxona. La família l'acull, però el baró i els pagesos el volen fer presoner. |                                    |                                  |                                                                                  |                         |
| 6 | «La guerra dels Segadors»          | Joan Lluís Bozzo i Eduard Cortés | Joan Lluís Bozzo, Lluís Arcarazo Eduard Cortés i Joan Carreras                   | 22 de febrer de 1999    |
| Per ordre del comte duc d'Olivares, els pagesos es veuen obligats a donar allotjament als terribles terços. Al mas Cargol hi arriba un capità alemany, Kapitän Pffaff, amb ordres del baró de crear les condicions necessàries per crear una revolta popular i justificar així la intervenció de l'exèrcit. |                                    |                                  |                                                                                  |                         |
| 7 | «La Rossellona»                    | Joan Lluís Bozzo i Eduard Cortés | Joan Lluís Bozzo, Lluís Arcarazo i Eduard Cortés                                 | 1 de març de 1999       |
| Una cosina desconeguda que prové de les terres del Rosselló, ara en mans franceses, arriba al mas Cargol demanant acolliment. La seva bellesa i el seu poder de seducció causen estralls entre els homes de la casa, al temps que desperta l'odi de les dones, que l'acusen de bruixa. |                                    |                                  |                                                                                  |                         |
| 8 | «L'hereu del baró»                 | Joan Lluís Bozzo i Eduard Cortés | Joan Lluís Bozzo, Lluís Arcarazo i Jordi Galceran                                | 8 de març de 1999       |
| El baró es lamenta de no tenir successors i encarrega als seus homes de confiança, el batlle, el rector i el notari, que n'hi busquin un. Comença una guerra entre aquests tres per imposar el seu pretendent. |                                    |                                  |                                                                                  |                         |
| 9 | «El Decret de Nova Planta»         | Joan Lluís Bozzo i Eduard Cortés | Joan Lluís Bozzo, Lluís Arcarazo, Jordi Galceran i Francesc Orteu                | 15 de març de 1999      |
| El capità general anuncia la seva imminent visita al poble per inspeccionar el compliment de les noves lleis dictades per Felip V. El baró, el batlle i el rector tenen por que el grau de compliment dels nous decrets sigui insuficient i "disfressen" tot el poble per demostrar una espanyolització que queda molt per damunt de la realitat. |                                    |                                  |                                                                                  |                         |
| 10 | «El sermó de l'amor»               | Joan Lluís Bozzo i Eduard Cortés | Joan Lluís Bozzo, Lluís Arcarazo, Jordi Galceran, Francesc Orteu i Joan Carreras | 22 de març de 1999      |
| En Bernat Cargol ha estudiat teologia i ha esdevingut un ambiciós jesuïta. Després de dotze anys d'absència, torna al mas per passar uns dies de repòs. La seva fanàtica intolerància topa amb els encants de l'Estranya, que continua enamorada d'ell. |                                    |                                  |                                                                                  |                         |
| 11 | «La guineu»                        | Joan Lluís Bozzo i Eduard Cortés | Joan Lluís Bozzo, Lluís Arcarazo i David Castillo                                | 29 de març de 1999      |
| El poble està ocupat per les tropes napoleòniques. Ningú no gosa fer res. Només un personatge misteriós, vestit sempre de negre i emmascarat, que es fa dir la Guineu, ataca els invasors. |                                    |                                  |                                                                                  |                         |
| 12 | «L'hereu escampa»                  | Joan Lluís Bozzo i Eduard Cortés | Joan Lluís Bozzo, Lluís Arcarazo i David Castillo                                | 5 d'abril de 1999       |
| La Constança mor de la febre groga i l'hereu es desespera i es torna liberal. Abandona el mas i es dona a la mala vida: jocs, dones i alcohol. La resta de la família fa el que pot i intenta salvar la casa de la ruïna. |                                    |                                  |                                                                                  |                         |
| 13 | «Lo lleó de Santa Gueraula»        | Joan Lluís Bozzo i Eduard Cortés | Joan Lluís Bozzo,Lluís Arcarazo, David Castillo i Francesc Orteu                 | 12 d'abril de 1999      |
| Els carlins dominen el poble. En Pere Pau Esclata-sangs s'ha convertit en el seu capitost amb l'ajuda del rector. Els únics liberals són en Bernat Cargol, el batlle i l'Estranya. Tots tres pateixen la presó, l'exili i la repressió. |                                    |                                  |                                                                                  |                         |
| 14 | «Al matrimoni pel patrimoni»       | Joan Lluís Bozzo i Jordi Frades  | Joan Lluís Bozzo, Eduard Cortés, David Castillo i David Plana                    | 19 d'abril de 1999      |
| A mitjans del segle xix un nou sistema liberal i capitalista s'imposa progressivament a Catalunya. L'antic model feudal comença a desmontar-se. |                                    |                                  |                                                                                  |                         |
| 15 | «Ball de quintos»                  | Joan Lluís Bozzo i Eduard Cortés | Joan Lluís Bozzo, David Castillo i Francesc Orteu                                | 26 d'abril de 1999      |
| A les valls de Santa Gueraula ningú se salva del sorteig dels quintos per anar a la guerra, però tothom s'afanyarà a trobar una solució per evitar-la. |                                    |                                  |                                                                                  |                         |
| 16 | «Qui a casa torna»                 | Joan Lluís Bozzo i Jordi Frades  | Joan Lluís Bozzo, Lluís Arcarazo David Castillo i David Plana                    | 3 de maig de 1999       |
| Després d'uns anys de vaques grasses degudes a la gran expansió del conreu de la vinya, la fil·loxera va arribar a Catalunya provinent de França, on s'havia estès els anys anteriors. Es tractava d'una epidèmia que matava els ceps i per a la qual no es coneixia cap remei. |                                    |                                  |                                                                                  |                         |
| 17 | «La tupinada»                      | Joan Lluís Bozzo i Eduard Cortés | Joan Lluís Bozzo, Lluís Arcarazo David Castillo i Jordi Galceran                 | 10 de maig de 1999      |
| Les eleccions i la implantació del sufragi universal no sempre van significar democràcia i joc net. A les darreres dècades del segle xix, la restaurada monarquia d'Alfons XII en va ser una bona mostra, els comicis sempre estaven arreglats. A les valls de Santa Gueraula se celebren eleccions municipals i Bernat Cargol està decidit a acabar amb el poder dels cacics.                                                                              |                                    |                                  |                                                                                  |                         |
| 18 | «Més es va perdre a Cuba!»         | Joan Lluís Bozzo i Jordi Frades  | Joan Lluís Bozzo, Lluís Arcarazo i Eduard Cortés                                 | 17 de maig de 1999      |
| El 1898, Espanya va perdre les últimes colònies, i entre elles Cuba, la perla més preuada del Carib. Des de feia més d'un segle, els catalans treballaven, vivien i feien negocis a l'illa. Quan es va perdre la colònia, molts van tornar carregats de capitals cap als seus llocs d'origen. |                                    |                                  |                                                                                  |                         |
| 19 | «Els pastorets»                    | Joan Lluís Bozzo i Eduard Cortés | Joan Lluís Bozzo, David Castillo i Francesc Orteu                                | 24 de maig de 1999      |
| El començament del segle xx, amb el progrés del capitalisme agrari, va veure com es consolidava a Catalunya un nou tipus de pagès, força més organitzat i combatiu. Amb dificultats van néixer cooperatives i sindicats agrícoles que van trencar l'aïllament i l'individualisme clàssic del món pagès. |                                    |                                  |                                                                                  |                         |
| 20 | «L'opi del poble»                  | Joan Lluís Bozzo i Jordi Frades  | Joan Lluís Bozzo, Lluís Arcarazo Jordi Galceran                                  | 31 de maig de 1999      |
| Els anys 20 van ser a Catalunya un temps de convulsió social. La crisi econòmica posterior a la Primera Guerra Mundial, l'exemple de la revolució soviètica el 1917 i la forta organització del proletariat, especialment al voltant del poderós sindicat anarquista de la CNT, van provocar al nostre país un greu enfrontament de classes. |                                    |                                  |                                                                                  |                         |
| 21 | «Independència»                    | Joan Lluís Bozzo i Eduard Cortés | Joan Lluís Bozzo, Francesc Orteu i David Plana                                   | 7 de juny de 1999       |
| Corren els anys de la II República. El 1931, un nou règim ha acabat amb la vella monarquia i ha obert un temps de democràcia i d'importants canvis socials. L'autonomia de Catalunya ha estat reconeguda i s'ha elaborat un estatut que estableix unes noves relacions entre Catalunya i Espanya. |                                    |                                  |                                                                                  |                         |
| 22 | «Amor lliure»                      | Joan Lluís Bozzo i Jordi Frades  | Joan Lluís Bozzo, Lluís Arcarazo i David Castillo                                | 14 de juny de 1999      |
| El 18 de juliol de 1936, l'aixecament de l'exèrcit, amb el suport dels grups més reaccionaris, contra el govern de la República, va donar lloc a l'inici d'una llarga i dramàtica guerra civil. Per a una bona part de la població, els temps de guerra van ser també temps de revolució, de profundes transformacions socials. |                                    |                                  |                                                                                  |                         |
| 23 | «Cautivos y desarmados»            | Joan Lluís Bozzo i Eduard Cortés | Joan Lluís Bozzo, Jordi Galceran i David Castillo                                | 21 de juny de 1999      |
| L'any 1939, la guerra es va acabar perquè, com deia el comunicat final, l'exèrcit republicà havia estat "cautivo y desarmado", però la pau no va arribar. Començava una dura postguerra, sobretot per als vençuts, en un país destrossat per la guerra, on la repressió, la fam i la misèria van ser habituals per a gran part dels ciutadans. |                                    |                                  |                                                                                  |                         |
| 24 | «La grossa»                        | Joan Lluís Bozzo i Eduard Cortés | Joan Lluís Bozzo, Lluís Arcarazo, David Castillo, David Plana i Eduard Cortés    | 28 de juny de 1999      |
| A finals dels anys 50, han transcorregut ja 20 anys de la guerra civil. Les coses van canviant, s'inicia la industrialització i l'obertura a Europa, però el camp no va gaire bé i els pagesos es troben amb dificultats. De tota manera, encara és un món dominat pels serials de la ràdio, la moral catòlica i la por dels dirigents franquistes. |                                    |                                  |                                                                                  |                         |
| 25 | «Aquells anys meravellosos»        | Joan Lluís Bozzo i Eduard Cortés | Joan Lluís Bozzo, Francesc Orteu i David Castillo                                | 5 de juliol de 1999     |
| Els anys 60, la dècada "prodigiosa"... tot va començar a canviar. Molts pagesos van emigrar a ciutat a treballar a les noves fàbriques, el 600 va permetre acostar camp i ciutat, i la televisió va introduir un nou món a les cases camperoles. |                                    |                                  |                                                                                  |                         |
| 26 | «Fantasmes del passat»             | Joan Lluís Bozzo i Eduard Cortés | Joan Lluís Bozzo, Lluís Arcarazo i Eduard Cortés                                 | 12 de juliol de 1999    |
| La família Cargol, que es dedica conrear les terres, lluitar en les nombroses guerres que des de sempre han assolat Catalunya, guanyar diners, s'arruïna amb la fil·loxera, i arriba fins al tombant del mil·lenni i l'era d'internet amb esperances de seguir endavant. |                                    |                                  |                                                                                  |                         |